# Заковряшино
Заковряшино — село в Крутихинском районе Алтайского края России. Административный центр Заковряшинского сельсовета.

## История
Согласно «спискам населённых мест…», в селе Заковряшино (ранее — деревня Свистунова), относившемуся к заводскому ведомству, в 1859 году проживал 391 житель в 74 дворах. В 1893 году село расширилось. В нём было уже 107 дворов и 1431 житель. Оно располагалась по левую сторону тракта от села Крутиха, и входило в состав Бурлинской волости 3 участка Барнаульского округа Томской губернииТомской.

## География
Находится на р. Разбойная вблизи места её впадения в Обь.
Расстояние до:
- районного центра Крутиха 8 км;
- города Камень-на-Оби 14 км, краевого центра Барнаул 179 км.

Ближайшие населённые пункты
Большой Лог 6 км, Новоувальский 7 км, Караси 7 км, Крутиха 7 км, Радостный 8 км, Дресвянка 10 км.
Уличная сеть
В селе 10 улиц.

## Население
| 1997 | 1998 | 1999 | 2000 | 2001 | 2002 | 2003 |
| ---- | ---- | ---- | ---- | ---- | ---- | ---- |
| 831  | ↗832 | ↗851 | ↗862 | ↘861 | ↘809 | ↘779 |
| 2004 | 2005 | 2006 | 2007 | 2008 | 2009 | 2010 |
| ↗786 | ↘772 | →772 | ↘742 | ↗744 | ↘710 | ↗755 |
| 2011 | 2012 | 2013 |      |      |      |      |
| ↘748 | ↘730 | ↗736 |      |      |      |      |

## Инфраструктура и транспорт
В 2021 году по программе «Поддержка местных инициатив» была обустроена спортивная площадка с дополнительным оборудованием. Проведён капитальный ремонт здания Дома культуры. Работают детский сад и МКОУ «Заковряшинская СОШ». В 2022году в Заковряшино проживает 917 человек, работают частные и фермерские предприятия, есть сотовая связь и интернет.
Через село проходит автодорога Новосибирск — Камень-на-Оби.